# Mahmoud Farahmand

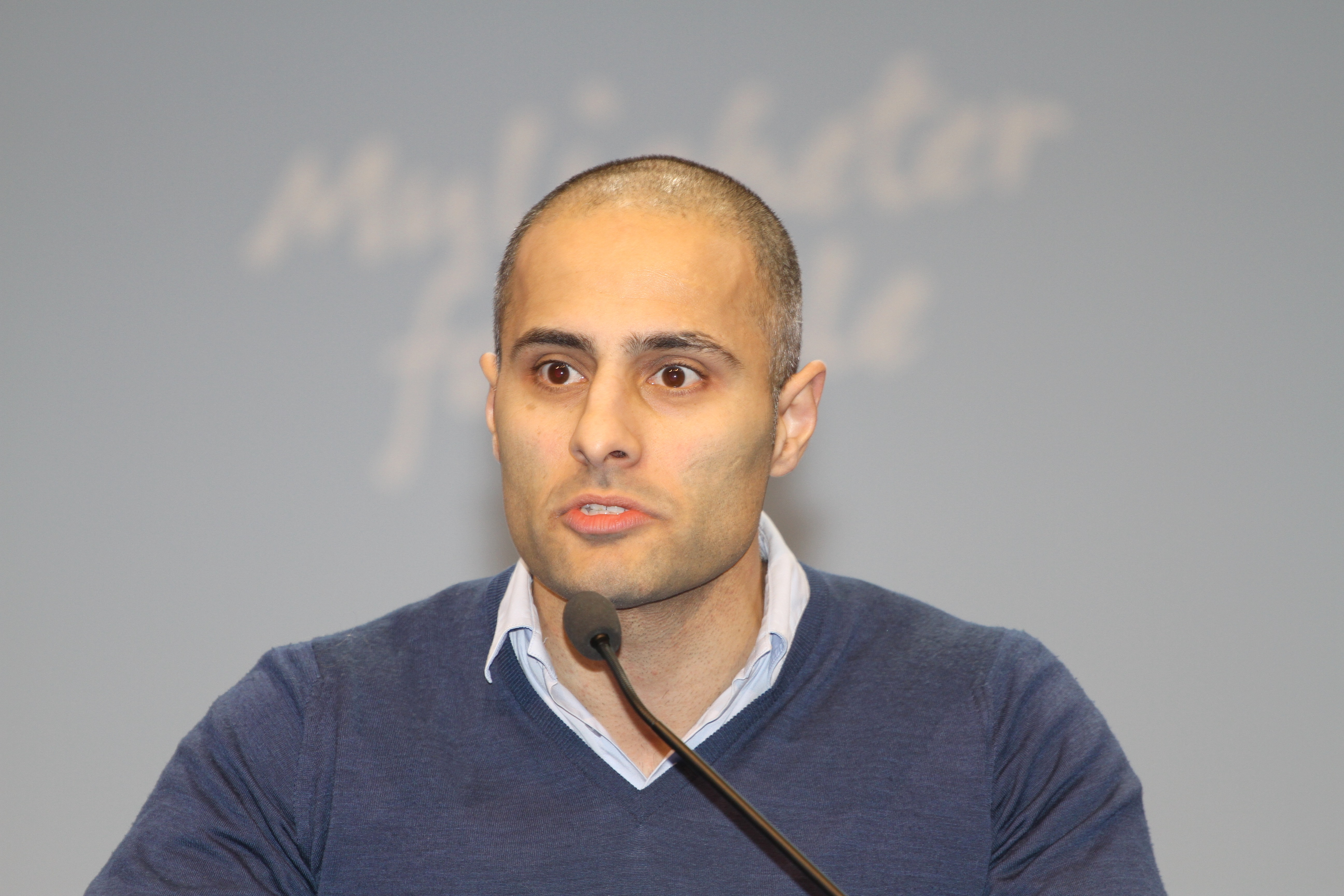
Mahmoud Farahmand, 2017

Mahmoud Farahmand (* 15. September 1979 in Karadsch, Iran) ist ein norwegischer Politiker der konservativen Partei Høyre. Seit 2021 ist er Abgeordneter im Storting.

## Leben
Farahmand wurde während der Islamischen Revolution im Iran geboren. Seine Eltern waren Anhänger der Revolution. Farahmands Familie kam im Jahr 1987 nach Norwegen, ein Jahr nachdem sein Vater verstorben war. In Norwegen wohnte die Familie zunächst in einem Asylbewerberheim in Hareid, später zog sie nach Porsgrunn. Mahmoud Fahramand ist Elektroingenieur und arbeitete unter anderem auch als Übersetzer für das norwegische Militär in Afghanistan. Im Jahr 2015 wurde er Mitglied im Kommunalparlament von Porsgrunn. Bei der Fylkestingswahl 2019 zog er in das Fylkesting von Vestfold og Telemark ein.
Farahmand zog bei der Parlamentswahl 2021 erstmals in das norwegische Nationalparlament Storting ein. Dort vertritt er den Wahlkreis Telemark und wurde Mitglied im Finanzausschuss.

## Positionen
Farahmand äußerte im Jahr 2015, dass Rassismus in Norwegen existiere, aber kein Gesellschaftsproblem sei. Er begründete dies damit, dass Minderheiten in allen gesellschaftlichen Ebenen, etwa als Spitzenpolitiker und Chefs größerer Betriebe, vertreten seien.